# 黒鶴・格日勒其木格
格日勒其木格・黒鶴（グリルチムグ・ヘイホー、ピン音：Gerileqimuge Heihe 、1975年6月19日 - ）は、中華人民共和国のモンゴル族の詩人、小説家、児童文学作家。
動物、特に犬を主人公とした「動物文学」「動物小説」というジャンルを確立させた現代中国の人気作家。
2007年　第7回中国優秀児童文学賞を受賞。

## 著書
- 『老班兄弟』（台湾）
- 『驯鹿の国』（台湾）
- 『再び草原へ』(中国少年 2005年09月 出版)
- 『黑焰』 （06年第一版；2011年第二版）
- 『鬼狗』 （2006）
- 『狼獾河』（2008.5.）
- 『コーカサス牧羊犬ハラと扁头』（2009）
- 『草地牧羊犬』（2010）
- 『白鳥の牧场』（2010）
- 『トナカイの国』（2010）
- 『鬼狗』（新版）（2010）
- 『黑狗ハラノハイ』（2011）
- 『狼谷の子供』（2011）
- 『中国動物文学大系·静かな樺の森』 （2011）
- 『饲狼』（测绘出版社 2012年）
- 『狐狗』（测绘出版社 2012年）
- 『狼谷炊烟』（2012）
- 『狼血』 （2012）

詩
- 『行楽地』